# Les Nuits perverses de Nuda
Pour plus de détails, voir Fiche technique et Distribution.
Les Nuits perverses de Nuda (Nuda per Satana) est un film fantastique italien réalisé par Luigi Batzella et sorti en 1974.

## Synopsis
Un soir, après avoir reçu un étrange appel téléphonique lui ordonnant de se rendre immédiatement dans une mystérieuse maison de campagne, le Dr William Benson monte dans sa voiture. En chemin, il est surpris par une femme blessée à moitié nue qui traverse la route devant lui. Il s'agit de Susan, une jeune fille qui semble passablement perturbée. Pour l'aider, William l'entraîne dans sa voiture et se dirige vers le manoir le plus proche.
Il sonne au manoir et est accueilli par Evelyn, un sosie parfait de Susan, qui les invite à passer la nuit. Dans le manoir, le Dr Benson rencontre Peter, un homme qui lui ressemble en tous points. Pendant la soirée, William est pris dans un délire hallucinatoire. Entre rêve et réalité, William comprend qu'Evelyn et Peter obéissent aux ordres de leur seigneur, le propriétaire du manoir qui se sert d'eux pour combattre Satan. William veut trouver une solution et peut-être qu'un vieux livre de formules magiques pourrait s'avérer utile.

## Fiche technique
- Titre français : Les Nuits perverses de Nuda ou La Spécialiste du ciné ou Les Nuits de Satan[1]
- Titre original italien : Nuda per Satana[2]
- Réalisation : Luigi Batzella
- Scénario : Luigi Batzella
- Photographie : Antonio Maccoppi
- Montage : Luigi Batzella
- Musique : Alberto Baldan Bembo (it)
- Décor : Simone Chapoutier
- Costumes : Simone Chapoutier
- Maquillage : Ultimo Peruzzi
- Production : Remo Angioli
- Société de production : C.R.C. Produzioni Cinematografiche e Televisive
- Pays de production :  Italie
- Langue originale : italien
- Format : Couleur par Technicolor • 2,35:1 • Son mono • 35 mm
- Durée : 80 minutes (1 h 20)
- Genre : Film fantastique érotique
- Dates de sortie :
  - Italie : 23 octobre 1974
  - France : 25 janvier 1978

## Distribution
- Rita Calderoni : Susan Smith / Evelyn
- Giuseppe Mattei (sous le nom de « James Harris ») : Le diable
- Renato Lupi : La majordome
- Iolanda Mascitti : La bonne
- Luigi Antonio Guerra
- Barbara Lay : Une adepte du rite satanique
- Augusto Boscardini : Un adepte du rite satanique
- Alfredo Pasti : Un adepte du rite satanique
- Stelio Candelli : Docteur William Harry Benson / Peter
- Gota Gobert (non crédité) : Une adepte du rite satanique

## Style
Selon l'historien du cinéma Roberto Curti, Les Nuits perverses de Nuda se situe à la frontière entre l'épouvante érotique et la pornographie, comme d'autres films de l'époque. Curti a décrit le film comme étant « tenté de passer de l'autre côté de la barrière tout en conservant une certaine réserve pudique ».

## Production
Rita Calderoni a joué dans le film les rôles de Susan Smith et d'Evelyn.
Rita Calderoni a affirmé que le réalisateur Luigi Batzella l'avait engagée dans le film après l'avoir vue dans Riti, magie nere e segrete orge nel trecento. Selon le Registre cinématographique public, le tournage a commencé le 25 mars 1974,. Il a été tourné au château de Monte San Giovanni Campano à Frosinone, dans le Latium. Calderoni a déclaré que le tournage a duré cinq ou six semaines. Calderoni se souvient que la scène de l'accident de voiture dans le film a demandé à Batzella une nuit entière pour la tourner. Dans le film final, l'accident est représenté par un seul pneu roulant dans le cadre. Calderoni se souvient qu'elle a été blessée pendant la séquence d'attaque d'araignée du film.

## Exploitation
Les Nuits perverses de Nuda a été initialement rejeté par la commission de censure en Italie en raison de « séquences obscènes continues, certaines d'entre elles représentant même des rapports lesbiens ». Plusieurs coupes du film ont été suggérées au producteur. Il s'agissait notamment de supprimer les scènes impliquant des rapports sexuels entre le médecin et la femme qui représente le double de Susan, de réduire la scène du cauchemar de Susan pour éviter une « description de rapports lesbiens » et d'« éviter les actes érotiques des personnages principaux sur une chaise » dans la dernière scène du film. Le producteur a accepté et le film est sorti en Italie avec une mention interdit aux moins de 18 ans. Il est sorti en Italie le 23 octobre 1974 et a été distribué par P.A.B. Le film a rapporté un total de 56 364 000 lires italiennes sur le marché national.

### Accueil
Dans des critiques rétrospectives, Curti a qualifié la mise en scène du film de « désemparée », notant que Batzella « n'arrive pas à trouver un équilibre formel et continue d'empiler tout ce qui lui passe par la tête ». Dans son livre Perverse Titillation, Danny Shipka a résumé l'intrigue en notant que « le Diable s'ennuie et veut faire une orgie. Oh, et Calderoni se fait molester par une araignée géante. Vous vous ennuierez aussi » Dans son livre Italian Horror Film Directors, Louis Paul a déclaré que le film était un « exercice dément de film d'épouvante semi-pornographique ».